# فلورنسا فيرجينيا فوس ويلسون مايبيري
فلورنس فرجينيا فوز ويلسون مايبيري (بالإنجليزية: Florence Virginia Foose Wilson Mayberry؛ 18 سبتمبر 1906–8 أبريل 1998) كانت كاتبة أمريكية واعتنقت الديانة البهائية. بعد أن تربت في كنف جديها، لا سيما جدها الذي خدم في جيش الاتحاد خلال الحرب الأهلية، انضمت إلى الديانة في سن الخامسة والثلاثين. في تلك الفترة تقريبًا، بدأت بكتابة القصص القصيرة، لتحظى في نهاية المطاف بمسيرة مهنية طويلة في الكتابة لمجلة إليري كوينز ميستري. في مجال الديانة، تنوعت خدماتها كخطيبة، وسرعان ما تدرجت في المناصب الدينية، فشغلت في البداية منصب عضو في مجلس الإدارة المساعد، ثم مستشارة قارية، ثم عملت في مركز التدريس الدولي – وهي أعلى المناصب تعيينًا في الديانة خلال سنواتها الأخيرة. في غضون ذلك، كانت كاتبة ناجحة، حيث ظهرت سنويًا في مجلة إليري كوينز ميستري لما يقرب من 20 عامًا، كما نُشرت نصف قصصها تقريبًا في مختارات حتى عام 2012.

## النشأة
ولدت في عائلة فوس (بالإنجليزية: Foose/Foos)، وزعم جدها أن أحد موظفي جيش الاتحاد أضاف الحرف «e» إلى اسمه.:{{{1}}} من خلال جدتها ادعت أنها على صلة بالرئيس زاكاري تايلور.:{{{1}}} ومع ذلك، كانت العائلة فخورة بالواعظ المتجول جون تايلور. في سيرتها الذاتية، تسلط مايبيري الضوء على عمتها شارلوت ماريا وتشيد بها، والتي كانت جدتها المنهكة تقارنها بها أحيانًا.:{{{1}}} نشأت شخصيتها الشجاعة بعد عصر مليء بإساءة معاملة النساء على أساس الأسرة باستثناء حالة أجدادها. كانوا يعيشون على طول نهر واباش ‏ في إنديانا. انتقلت العائلة إلى ولاية ميسوري حيث قضت هناك سنوات عديدة. يوجد «تقاطع» في مدينة فوس بولاية ميسوري في المنطقة المجاورة والذي ربما كان موقع متجر الجد.:{{{1}}}
تزوجت والدتها ميرتل عندما كانت في السادسة عشر من عمرها من رجل اسكتلندي يبلغ من العمر 27 عامًا، وهو بيل ويلسون، والد مايبيري.:{{{1}}} لقد عاشوا في لبنان، ميسوري، ثم في بلدة سليبر على الجانب الآخر من لبنان من أجدادها. في النهاية، انفصلت ميرتل عن زوجها، وكانت الشائعات تنتشر في العائلة بأن الأب بيل حاول اختطاف الطفلة فلورنسا، وتم القبض عليه من قبل جدها. كان بيل وكيلاً في محطة القطار.
ثم انتقلت العائلة إلى تكساس في مقاطعة ديف سميث. تزوجت والدتها من «راعي بقر» بينما كانت تربى على يد أجدادها. من الغريب أن مايبيري تتذكر أن والدتها كانت تناديها بـ«الأخت»:for example pp. 33, 35, 36… لكن هذا أيضًا كان زواجًا قصير الأمد.:{{{1}}} ثم انتقلت الأم وابنتها إلى كاليفورنيا للزواج من ويلبر والتون واستأجرت الأسرة غرفًا في سان فرانسيسكو.:{{{1}}} لقد قاموا بالتناوب على السكن عدة مرات وكانوا لا يزالون يعيشون في سان فرانسيسكو في عام 1912 بالقرب من منطقة بانهادل في متنزه جولدن جيت ‏.:{{{1}}} كانت العائلة مرتبطة بطائفة بروتستانتية لم يتم ذكر اسمها وكانت معادية للكاثوليكية للغاية.:{{{1}}}
تتذكر مايبيري في سيرتها الذاتية حدثًا وقع في أكتوبر 1912 عندما كانت تبلغ من العمر حوالي 6 سنوات. وفي أثناء وجودها في الحديقة، واجهت مجموعة حاولت دعوتها لمقابلة بعض الأشخاص الذين يشار إليهم باسم «هو» بالقرب من بوابة الحديقة–واعتقدت لاحقًا أن هؤلاء الأشخاص كانوا يرافقون عبد البهاء، رئيس الديانة البهائية آنذاك، والذي تم تأكيد وجوده في الحديقة في أكتوبر 1912. ولكنها لم تتمكن من تأكيد تفاصيل كافية لإثبات ذلك على وجه التحديد. لكنها تذكرتهم باعتبارهم «شعبي» على الرغم من أن والدتها استدعتها بعيدًا حتى لو كان الترحيب حارًا.:{{{1}}}
ومع ذلك، سرعان ما عادوا إلى ميسوري حيث عاد أجدادها وذهبت والدتها للعمل في سانت لويس في متجر فاموس-بار ولكنها سرعان ما عادت للعيش مع ويلبر بينما بقيت فلورنس مع أجدادها:{{{1}}} حتى أنجبت أخًا صغيرًا وانتقلت العائلة بأكملها إلى وافيرلي بولاية ميسوري. أصبحت العائلة صديقة لعدة أمريكيين من أصل أفريقي: أولي، وهو أمريكي من أصل أفريقي مجاور، وأصر على أن تتناول عائلة أمريكية من أصل أفريقي الطعام معهم على طاولة المطبخ الخاصة بهم. زارت سيدات المجتمع في البلدة، وأخبرنهن أن القاعدة السائدة في المنطقة هي الحفاظ على الفصل بين الجنسين في تناول الطعام–فردّ جدها مازحًا، كما تذكرت مايبيري: «أخبروا رجالكم بهذا. في صغري، قاتلتُ في الحرب الأهلية من أجل أبراهام لينكولن. كانت الفكرة هي إصلاح الأمور حتى يكون السود أحرارًا كما أراد الله لهم أن يكونوا. أحرارًا ومتساوين. رجل أو امرأة ملونان لا يقلان عني شأنًا. في بيتي يأكلون على مائدتي، لأني آكل على مائدتي. وأخبروا رجالكم بهذا أيضًا. أحتفظ ببندقية محشوة تحت سريري. وأول رجل، أو رجال، يخطون على أرضي التي اشتريتها ودفعت ثمنها لإجباري أو إجبار زوجتي على تغيير طريقة معاملتنا للناس في ملكي، سيُطلقون النار بكامل قوتهم. وسأعيد تعبئة سلاحي بسرعة. شكرًا لكنّ يا سيداتي، ومساء الخير.»:{{{1}}} لكن فلورنسا لم تسعَ إلى الصداقة مع أولي وانزعجت من غرابتها، ولكنها ندمت على افتقارها إلى الصداقة في السنوات اللاحقة.
خلال عامها الثامن:{{{1}}} اجتمعت العائلة مرة أخرى وانتقلوا معًا إلى أوكلاند، كاليفورنيا، ووصلوا في عيد ميلادها التاسع في عام 1915. التحقت بمدرسة دينمان للفتيات (انظر جون سويت ‏) وكانت قارئة منتظمة للكتب والمجلات.:{{{1}}} أخبرت شقيقها ريتشارد والتون  عن اللقاء الغامض عند بوابة الحديقة وتذكرت الذهاب إلى متحف دي يونج. وبدأت رحلة البحث عن كنيسة لمدرسة الأحد في حوالي عامها التاسع.:{{{1}}} وبعد مرور عام، حاولت الالتحاق بمدرسة العلوم المسيحية بعد والدتها التي سعت للتغلب على مرض الربو المزمن الذي تعاني منه، لكنها لم تجد مكانًا مناسبًا لها اجتماعيًا مع تقدمها في الدراسة هناك.:{{{1}}} لقد لفتت الحرب العالمية الأولى انتباهها في عامها الحادي عشر، تلتها الإنفلونزا الإسبانية، ورغم تعافيها هي وعائلتها، إلا أن بعض الجيران لم يتعافى.:{{{1}}}
عندما بلغت الرابعة عشرة من عمرها، انتقلت العائلة لفترة وجيزة إلى إنديانا، ووصلت إلى نيوبورت في مقاطعة هووسير، حيث كان أجدادها يعيشون آنذاك.:{{{1}}} دخلت الصف الثامن هناك.:{{{1}}} ثم انتقلوا إلى فريسنو، كاليفورنيا، وخلال فترة مرضها بدأت في طلب إرشاد الله بشأن ما تؤمن به.:{{{1}}}كان هناك انفصال مؤقت آخر بين والديها وذهب الأطفال للإقامة مع أجدادهم في نيوبورت. ذهبت فلورنس وهي في السنة الأخيرة إلى المدرسة الثانوية في إنديانا وبدأت أيضًا في التدريس في مدرسة الأحد في فصول الحضانة وانتهت من قراءة الكتاب المقدس بأكمله كجزء من فصل اللغة الإنجليزية في السنة الأخيرة.:{{{1}}} كانت مستاءة لأن مدرسة الأحد التابعة للكنيسة علمت أن الكتاب المقدس صحيح حرفيًا. تذكرت على وجه الخصوص أن قصة آدم وحواء كانت مشكلة و«انقلبت إلى النصف» من خلال ترجمة قصة يونان. واجهت القس المحلي بأنها لا تستطيع قبولها حرفيًا «وعلاوة على ذلك» تذكرت قولها «لن أنضم أبدًا إلى أي كنيسة تستبعد أي شعب. لأنني أؤمن أن الله خلق العالم كله وجميع الناس فيه. سأنضم فقط إلى كنيسة لا تقسم حسب الطوائف أو اللون أو الوثنيين أو لا شيء، فقط كنيسة واحدة للجميع. لذلك لا يمكنني تدريس فصل مدرسة الأحد هنا بعد الآن.»[بحاجة لرقم الصفحة]

## مواجهة الإيمان البهائي
بعد ذلك انتقلت عائلتها للعيش مع أحد أبناء عمومتها بالقرب من سانتا باولا، كاليفورنيا عندما كانت فلورنس تبلغ من العمر 18 عامًا، وفي البداية حصلت على وظيفة تدريس الباليه ولكنها انتقلت إلى الانضمام إلى الصحيفة المحلية كمراسلة «محررة مجتمع».:{{{1}}} عندما كانت تعمل هناك، طلب منها زوجان بهائيان نشر مقال عن «وحدة البشرية». لكن زوجة المحرر التي تعمل في الصحيفة أخذتها منها بعد أن غادرا ومزقتها إلى نصفين وألقتها بعيدًا؛ تذكرت فلورنس لاحقًا أنها قالت: «بهائيون! مجانين!». استعادت الأوراق وقرأتها بنفسها ولاحظت أن الاجتماع الإرشادي سيكون في منزل سي. إي. كاربنتر مع متحدث من لوس أنجلوس. ظلت إليزابيث كاربنتر تقدم مقالاتها، ورغم عدم نشرها، أصبحت هي وفلورنسا صديقتين. خلال فترة الاستراحة مع زوجة المحرر، تمكنت فلورنس من نشر قطعة واحدة في الصحيفة، واستمرت بعد عودتها في البداية دون تعليق. وجاءت أنباء عن زواج ابنته من رجل فارسي، وهو الشيخ علي اليزدي، في عام 1926.:{{{1}}}
في النهاية، طلبت زوجة المحرر من فلورنس كتابة مقال عن الدين. إلا أن فلورنس لم تتذكر أي تفاصيل عن متى أو ماذا كتبت عندما كتبت سيرتها الذاتية. مع ذلك، لم يظهر تقرير صحفي إلا بعد بضعة أشهر.
انضمت والدة فلورنسا وشقيقها إلى ويلبر والتون في ستوكتون، كاليفورنيا. وفي ذلك الوقت تقريبًا توفي جدها وأبوها في ولاية إنديانا. وفي هذا الوقت أيضًا التقت العائلة بعائلة كانو تاكيشا اليابانية التي اتضح فيما بعد أنها التقت بعبد البهاء في أوكلاند عام 1912.:{{{1}}} بعد فترة وجيزة من انتقال العائلة بما في ذلك فلورنسا إلى لاس فيغاس في الوقت الذي تم فيه بناء سد بولدر (الذي تمت إعادة تسميته لاحقًا بسد هوفر)،:{{{1}}} (حوالي عام 1930-1935) ثم انتقلوا إلى رينو، نيفادا. ذهب ريتشارد إلى لوس أنجلوس لحضور مدرسة فنية. في هذا الوقت كان لديها صديق كاثوليكي ولكنها لم تتمكن من التوفيق بين المذهبين والتي تستبعد الآخرين.:{{{1}}}
ثم انتقلت العائلة إلى هوليوود، كاليفورنيا بينما كان شقيقها يدرس في مدرسة الفنون وكانت تلعب دورًا بديلاً في مسرحية.:{{{1}}} ولكن بسبب افتقارها إلى الصلة الاقتصادية، انتقلا مرة أخرى إلى سانتا باولا حيث تعلمت الكتابة المختصرة، ثم انتقلت إلى رينو في نيفادا مرة أخرى.

### رينو
وظل بحثها الروحي غير مركّز وغير موجه على الرغم من صلاتها من أجله. سرعان ما عملت في مكتب البريد والتقت بديفيد مايبيري الذي تزوجته بعد أربعة أسابيع.:{{{1}}} كان أجداده من المتحولين إلى المورمون، لكنه لم يكن لديه ارتباط شخصي كبير بالطائفة.:{{{1}}} تزوجا في يوليو 1935. لاحقًا أثناء زيارتها لوالدتها في سانتا باولا، انخرطت هي ووالدتها في محادثة حول السعي الجاد للدين وتذكرت مواجهة الإيمان البهائي لوالدتها.:{{{1}}} وجدوا عائلة كاربنتر وذهبوا إلى اجتماع معلوماتي بجانب المدفأة مع زوجة ابن العائلة، مرضية جيل.:{{{1}}} كانت هذه ابنة البهائي المعروف، علي كولي خان.:{{{1}}} لم تقتنع فلورنس بعدة نقاط ولكنها غادرت بنسخة من «الكتب البهائية» لكنها لم تقرأها على الفور – في الواقع تركتها لمدة سنوات.:{{{1}}} في هذه الأثناء، انتقلت عائلة مايبيري خارج رينو إلى منزل جديد وفاجأتها إليزابيث كاربنتر بزيارة تحمل توجيهات من زوجها. كانت كاربنتر عائدة من حضور المؤتمر الوطني البهائي الأمريكي وبعد الزيارة قدمت مراجعة موجزة لصفحة عشوائية. بعد بضعة أشهر، أبلغ زوجها عن حصول بهائي على وظيفة في مكتب البريد وأن متحدثة بهائية متنقلة بحاجة إلى مساعدة في العثور على مكان في رينو لإلقاء محاضرة–كانت هذه مامي سيتو. ساعدت عائلة مايبيري سيتو ومحاضرتها وقدرتهما. بعد ذلك، اشتروا نسخة من كتاب بهاء الله والعصر الجديد ولكنها لم تكن ذكرى ذات أهمية قرأوها وعلقوا على قراءتها.:{{{1}}} ربما يكون قد تمت الإشارة إلى ذلك في طبعة يونيو 1939 من أخبار البهائية. قبل بضعة أشهر نشرت فلورنسا أول قطعة معروفة لها–قصة عيد الميلاد–في فبراير 1939 ولكن كان يُعتقد أنها كانت لرجل.
انتقلت البهائية هيلين جريفتنج إلى رينو ودعت عائلة مايبيري لتناول العشاء. لقد أصبحت رفيقة في العديد من النزهات العائلية ومن خلال وجودها بدأ آل مايبيري في قراءة كتابيهما البهائيين ولكنهم لم يعتقدوا أنه يجب أن ينتميا إلى دين ما.:{{{1}}} وكانوا يحضرون محادثات هيلين بجانب المدفأة بانتظام مع والدتها وشقيقها وزوجته الجديدة. واستمعوا إلى عروض تقديمية من الحجاج العائدين والمسافرين الدوليين. تذكرت مايبيري ذات ليلة أنه بناءً على محادثتها سألها شخص ما في أحد الحانات متى انضمت إلى الدين ثم وجد أنها لم تسألها ما هو الخطأ في ذلك الذي لم تفعله؟ لقد شعرت بالذنب لأنها كانت في حانة أيضًا حتى لو كانت مجرد شاربة اجتماعية عادية. وبعد مرور بعض الوقت، قاطعت يومها وانطلقت بالسيارة لتطلب «بطاقة إقرار» من هيلين في عملها، لكن هيلين حثتها على الحذر–«هل أنت متأكد؟»:{{{1}}} لقد انتظرت.:{{{1}}} في سبتمبر 1939، لاحظت هيلين في أخبار البهائيين أنه كانت هناك «اتصالات ممتازة»، و«أصدقاء كثيرون»، وثلاثة منهم ذهبوا إلى مدرسة جييرسفيل الصيفية (التي انتقلت لاحقًا وأطلق عليها اسم مدرسة بوش البهائية).
انتقلت عائلة مايبيري من شقة بالقرب من ملعب الجولف إلى كوخ–في نفس الوقت تقريبًا الذي اضطرت فيه هيلين إلى تقليص حجم شقتها. رغبةً في تقديم المساعدة والاستمتاع بالاجتماعات، قام آل مايبيري بإزالة جدار حتى يتمكنوا من الحصول على غرفة كبيرة وتطوعوا لاستضافة الاجتماعات.:{{{1}}} تصارعت مايبيري حول الصلاة الشخصية إذا كانت في الغالب صلوات «مُعطاة» مقابل الصلوات البهائية المقدمة والتي كانت للناس بشكل عام ومليئة «بالصور البليغة والغريبة على اللسان».:{{{1}}} في عام 1940 تذكرت فلورنسا أنها ذهبت في رحلة وتوقفت في ويلميتي ورأيت دار العبادة تحت الإنشاء هناك.:{{{1}}} ربما كانت هذه رحلتها لرؤية فرانكلين دي روزفلت في المؤتمر الوطني الديمقراطي–وقد حضرت.
ثم كان هناك حادثة تم ذكرها في السيرة الذاتية لمايبيري.:{{{1}}} كانت والدتها صديقة لسيدة أمريكية من أصل أفريقي–وقد أيقظت الشرطة الزوجين وألقت القبض على زوجها وكل ذلك بمعاملة قاسية ولغة عادية في اليوم. وفي اليوم التالي دافع صاحب العمل عن شخصيته وتم إطلاق سراحه. في اليوم التالي، اتصلت فلورنس بمكتب رئيس البلدية، ثم رئيس الشرطة، ودخلت في جدال معهما، ووصفت التحيز بالسلوك المناهض لأميركا، وطلبت منهما تقديم اعتذار علني، وتلقى الزوجان اعتذارًا. ونتيجة لذلك، طُلب من فلورنسا أن تتحدث في كنيسة الأسقفية الأفريقية الميثودية المحلية. استقرت على القصة التي تذكرت أولي لتحكيها لجمهورها وحزنها لعدم تحقيق الصداقة معها–لقد كان ذلك بمثابة شفاء لها أيضًا.
ثم خاضت فلورنسا تجربة في مايو 1941.:{{{1}}} لقد شعرت بحاجة ماسة لتنظيف منزلها. لقد قامت بعمل جيد–ثم وجدت نفسها منزعجة للغاية (وفي منتصف الصراخ) وصفت نفسها بالنفاق لعدم انضمامها إلى الديانة البهائية. اتصلت بزوجها وأخبرته أنها ستنضم إلى الدين. قال: «عندما تطلب بطاقة عضويتك، اطلب اثنتين». وفي تلك الليلة، انضمت عائلة شقيقها أيضًا إلى الدين. وفي صباح اليوم التالي فعلت والدتها الشيء نفسه. في أكتوبر، أشارت صحيفة بهائي نيوز إلى أن مجتمع رينو لديه 6 بالغين (أي هيلين بالإضافة إلى هؤلاء الخمسة) وكان يأمل في انتخاب جمعية قريبًا. تم تأسيس المجتمع قبل عقد من الزمان عندما انتقلت جيرترود فريزر لأول مرة إلى رينو. تم رصد سبعة بالغين في أكتوبر 1942. مع وصول إليانور أدلر في يوليو. وعُقدت اجتماعات أخرى، وتقول مايبيري إنها اكتسبت تقديرًا أعمق لتاريخ الدين في الشرق والغرب. أدى إعلان روبرت تاكيشي إيماجيري في عام 1942 في منزل مايبيري إلى جعله العضو التاسع في المجتمع وتم انتخاب الجمعية الروحية المحلية، المؤسسة الإدارية التأسيسية للدين. وفي وقت لاحق، استلهم إيماجير من إحدى قصائد فلورنسا فكرة رسم لوحة فنية. كانت جلاديس رئيسة الجمعية وأمين سر فلورنسا بحلول ديسمبر 1944. في عام 1945 كانت فلورنسا عضوًا في اللجنة الإقليمية.
دخلت الولايات المتحدة الحرب العالمية الثانية في ديسمبر وتم تجنيد كل من الأخ والزوج–ووجد أن شقيقها يعاني من عيب خلقي وتم إعفاؤه من الخدمة.:{{{1}}} طلب زوجها الحصول على وضع غير مقاتل كبهائي وتم تعيينه في خدمة البريد الميدانية للجيش.
كان ديفيد مايبيري عضوًا في اللجنة الإقليمية بحلول يوليو 1943.
حصلت فلورنس على وظيفة في هيئة التوظيف الأمريكية.:{{{1}}} في نوفمبر، كانت فلورنس مستشارة لجنة ممارسات التوظيف العادلة في المنطقة. رُزقا بطفلهما الأول في 24 مارس 1945. وازدادت التجمعات العائلية. وعندما بلغ عدد أعضاء جماعة البهائيين في رينو تسعة، انتخبوا أول جمعية لهم. أُسست الجمعية عام 1947.

### سانتا باولا
بعد تسريحها من الجيش، انتقلت العائلة إلى سانتا باولا، على الرغم من أنها وجدت أن عائلة كاربنتر قد انتقلت بعيدًا.:{{{1}}} وقد وجد كلا الزوجين مايبيري عملاً في ظل الاقتصاد المتغير، وكان ابنهما مايكل يحظى برعاية جدته ميرتل. أصبحت فلورنسا سكرتيرة ومديرة لغرفة التجارة عندما غادر المدير. كان مجتمع سانتا باولا زراعيًا إلى حد كبير وكان به عدد كبير من العمال الزراعيين المهاجرين.:{{{1}}} لقد عملت مع مديري غرفة التجارة لجمع المجتمعات البيضاء واللاتينية في موكب احتفالي موحد بدلاً من الممارسة المنفصلة التقليدية. ووجدوا أن هناك عائلة بهائية أخرى في المنطقة–أبناء البهائيين اليابانيين الأوائل.:{{{1}}}
في خريف عام 1945، نشرت أول قصيدة لها–كانت في مجلة أرضية مشتركة وكان عنوانها «فتى آدم الأسود» وكانت تتحدث عن رجل أسود مضطهد ومتسول–استغرقت القصيدة صفحة كاملة.
في إعلان في إحدى الصحف، كانت ستلقي محاضرة في نوفمبر 1946 في لوس أنجلوس في مركز البهائيين. وفي السنوات التالية، اكتسبت كتاباتها ومحاضراتها اهتمامًا كبيرًا.
كان فلورنس بارزًا بعد ذلك باعتباره رئيسًا للجنة الإقليمية للبهائيين في جنوب كاليفورنيا / أريزونا في عام 1947، وألقى أيضًا محاضرات في مركز البهائيين في لوس أنجلوس. خدم كلا الزوجين مايبيري في لجنة الولايات الغربية عام 1949. وكانت أيضًا سكرتيرة غرفة تجارة سانتا باولا في عام 1948. بدأت فلورنسا بإلقاء المحاضرات بشكل متزايد، ولكن سرعان ما اكتشفت أنها تعاني من حالة طبية. لقد ثبت أن الأمر كان بمثابة اختبار هائل بعد العملية الأولية التي تطورت إلى تجارب من الألم الشديد وعمليات متعددة على مدار عامين.:{{{1}}} بعد ذلك تقدمت بطلب إلى جامعة كاليفورنيا في لوس أنجلوس.:{{{1}}} تقول أنها نجحت في الفلسفة.:{{{1}}} كما بدأت أيضًا في تناول الشعر باعتباره استكشافًا للإيمان.:{{{1}}}
في عام 1950 تم ذكر أنها نشرت رواية. كما ألقت محاضرة في مركز لوس أنجلوس بمناسبة يوم الرضوان، وهو يوم مقدس محوري في التقويم البهائي.
لقد صارعت لفهم قيادة شوقي أفندي باعتباره رئيس الدين عندما خرج من سياقها المسيحي البروتستانتي كان الباباوات يعتبرون مصدرًا للمتاعب. وعلى الرغم من أن عبد البهاء كان زعيمًا أعلى للدين، إلا أنها لم تجد مشكلة في ذلك لأنها رأت فيه الجد الأسمى.:{{{1}}} لقد بدأت واستمرت في التركيز على المنصب الخاص للولاية الذي يشغله شوقي أفندي واكتسبت ارتباطًا عاطفيًا وقررت الكتابة إليه.:{{{1}}} تحدثت عن أنشطتها الأخيرة وتجاربها وإنجازاتها. وقد شجعها الرد على التحدث أمام الجمهور وكذلك دراسة التعاليم البهائية نفسها؛ وعلق قائلاً إن هناك «نقصًا حقيقيًا في قضية الأشخاص الذين يعرفون التعاليم تمامًا، وخاصة الحقائق العميقة».:{{{1}}}
ناقشت فلورنسا سعيها للحصول على شهادة جامعية مقابل دورها في التحدث أمام الجمهور وكانت قلقة، وشعرت أيضًا أن دراستها لتعاليم الأديان كانت غير صبورة وانجذبت إلى فكرة وجود التعاليم «مضمنة» في وعيها.:{{{1}}} قررت التخلي عن سعيها للحصول على شهادة وركزت على الدراسة الدقيقة للكتابات وتكون قادرة على الاستجابة لأي دعوة لمتحدث باسم الدين.
ألقت محاضرة بمناسبة يوم الدين العالمي في فريسنو عام 1952. كما نشرت قصة قصيرة بعنوان «كيكو» والتي تم جمعها في أفضل القصص الخيالية لعام 1953.

## متحدث وكاتب متجول على الجانب

### جنوب الولايات المتحدة، المؤتمر والمؤتمر
ألقت محاضرة في يناير 1953 في مركز لوس أنجلوس وفي فريسنو لريدفان، 1953. في أوائل ربيع عام 1953 وصلتها رسالة من الجمعية الروحية الوطنية الأمريكية تسألها إذا كان بإمكانها «القيام برحلة تعليمية لمدة أسبوعين عبر العديد من الولايات الجنوبية». (هذه هي كلمات فلورنسا كما تذكرت في سيرتها الذاتية.):{{{1}}} وقد ألقت أيضًا محاضرة في مدرسة جييرسفيل البهائية الصيفية.:{{{1}}} تعرفت على أحد طلاب الفصل باعتباره الذي وقع على الرسالة التي تطلب الرحلة، وسرعان ما اتجهت بالقطار. لقد شعرت أن الأمر سار على ما يرام، لكنها لم تقدم أي تفاصيل في سيرتها الذاتية بخلاف اللقاء الثقافي مع الدفء الجنوبي من ناحية والفصل العنصري من ناحية أخرى. وبعد الرحلة تمكنت من حضور المؤتمر الوطني لعام 1953 بمناسبة اليوبيل الأول لإعلان تجربة بهاءالله الأولى الوحيية (في سياه شال) وأحد المؤتمرات حول انتشار الدين الذي عقد في 2 مايو 1953.:{{{1}}} كما شهد المؤتمر الأمريكي فرصة للقاء زوجة شوقي أفندي، روحيه خانوم، التي كانت آنذاك من يدي القضية المعينة حديثًا. وتحدثت عن قصصها من لقاءها بعبد البهاء عندما كانت في الثانية من عمرها وعن مآثرها «جرأتها الشبابية، وأصالة فكرها، وحبها العميق للطبيعة والحيوانات، وشجاعتها الكبيرة في التدريس».:{{{1}}} وكانت هذه أيضًا فرصتها لرؤية دار العبادة بعد اكتمال بنائه، والتي رأتها قبل أكثر من عقد من الزمان. انعقد المؤتمر والمعرض في معبد ميدينا في شيكاغو. حضرت فلورنسا كضيفة، وليس كمندوبة. لقد تأثرت بشدة بالمندوبين متعددي الأعراق والمحادثات. حضر العديد من أيادي القضية ووقف الجمهور على أقدامهم عندما تم تقديم روحية خانوم للتحدث.:{{{1}}} وبعد ذلك، تم عرض صور مرسومة للباب وبهاءالله في فرق تضم حوالي 1600 شخص في كل مرة، وتذكرت من خلالها التجارب الشخصية التي كان على الشباب أن يمروا بها وصقلهم الشخصي.

### غرب كندا
عند عودتها إلى الوطن، تحسّنت أعمال العائلة، وأصبحت فلورنس كاتبة مكتب. وفي الوقت نفسه تقريبًا، وصلتها رسالة من وكالة الأمن القومي الكندية تطلب منها رحلةً لإلقاء محاضرات في غرب كندا لمدة شهر. عند تقديم الرسالة لزوجها، عرضت عليه رفض الدعوة. روى لها وعدًا قطعه لله بأنه إذا عاشت «سنكرّس حياتك كلها لخدمة دينه. فإذا لم تذهبي إلى كندا، فسأضطر إلى إخلاف وعدي لله».:{{{1}}}
لاحظت أوجه تشابه كثيرة بين الأمريكيين والكنديين، بالإضافة إلى اختلافات في تفاصيل اللغة وانتشار الشاي الساخن. وأشارت إلى أن كليهما «تجاهل مالكي الأرض الهنود، وهي مشكلة لا يزال كلاهما يكافحان لمعالجتها».:{{{1}}} وتقول في سيرتها الذاتية إن بعض محاضراتها كانت على طاولات المطبخ وبعضها في القاعات والجامعات. وعلقت على ما تُعتبره بطءً في اعتناقها للدين: «أستطيع الآن أن أكون ممتنة لبطء دخولي؛ أستطيع أن أفهمهم وأتعاطف معهم... بعضهم، في الواقع، بدا عنيدًا، يختلق الأعذار كما كنتُ خلال بحثي عن الحقيقة... ولن أتمكن أبدًا من التباهي روحيًا بآرائي».:{{{1}}} شملت رحلاتها الكندية كولومبيا البريطانية ومانيتوبا حيث التقت بأنجوس كوان، الذي عمل معه لاحقًا كمستشار. عادت عبر ولايات الشمال الغربي في نسخة مختصرة، نُشر بعضها في الصحف.

### شرق كندا
وعند عودتها إلى سانتا باولا وبعد وصولها بفترة وجيزة، طلبت منها الجمعية الكندية القيام بجولة مماثلة في شرق كندا والتي دعمتها عائلتها.:{{{1}}} كانت معظم المحطات هذه المرة عبارة عن توقفات لليلة واحدة وكان معظم السفر بالحافلة. في كثير من الأحيان كانت المحادثات تتنوع من وقت الغداء إلى أحداث مختلفة بعد الظهر ثم استراحة حتى المساء. ثم في اليوم التالي إلى المحطة التالية. كان الوتيرة مرهقة لقوتها، وتذكرت صعود درجات الحافلة «مثل السلطعون»، وهي تحمل جهاز العرض ومجموعة الشرائح الخاصة بها.:{{{1}}} أثناء رحلتها إلى تورنتو، تحداها أحد الحضور حول موضوع المسيح الدجال، وكانت هذه هي المرة الأولى التي تتلقى فيها هذا السؤال من الجمهور. أسكته جوابها فجلس – كانت قد أشارت إلى «... أي شخص، حتى لو كان مسيحيًا يُعلن ولاءه ليسوع المسيح، وينكر أن الروح القدس [العائد] هو عدو المسيح. يؤمن البهائيون أن بهاء الله هو تلك العودة.»:{{{1}}}
ثم تابعت طريقها إلى مونتريال مشيرة إلى أنها كانت على وجه الخصوص منطقة منزل روحية خانم حيث زارها عبد البهاء وقام شوقي أفندي بموجب سلطته كرئيس للدين بتعيين منزل ماكسويل كمزار وطني.:{{{1}}} وصلتها أخبار في عام 1954 عن وفاة يد القضية دوروثي بيتشر بيكر التي توفيت في العام السابق. بدا أن مابيري باكر قد ألهمها أكثر فأكثر، وتذكرت سماع صوتها «الروح لا تضيع أبدًا، إنها تستمر في الزوال، باحثة عن أوعية مفتوحة. تتدفق بشكل لا يقاوم إلى أي مستقبل جاهز، مضيفة روحًا إلى الروح.»:{{{1}}}
وبعد ذلك، أثناء طيرانها إلى جزيرة الأمير إدوارد، كان هناك شعور أكبر بأنها تُرى كأجنبية–قيل لها إن حتى الكنديين في البر الرئيسي يُطلق عليهم أجانب، وعندما وصلت إلى المطار لم يكن هناك أحد لاستقبالها.:{{{1}}} تبين أن الآخرين الذين كانوا ينتظرونها كانوا ينتظرونها على الرغم من اعتقادهم بأنها ذات شعر رمادي وأنها كانت صغيرة السن (47 عامًا). ثم لم تشعر بأنها أجنبية وتم الترحيب بها في مجموعات مختلفة باستثناء مشادة مع أحد الحطابين العائدين الذي تم تخصيص حمامه المعتاد لاستخدامها باعتبارها الضيفة الوحيدة في الفندق.:{{{1}}} وقد نشرت الصحف المحلية ملاحظتها حول حديثها (على الرغم من أنها أخطأت في تحديد التاريخ على أنه عام 1952.)
من هناك، اتجهت جنوبًا إلى بوسطن، ثم واشنطن العاصمة، ثم الإسكندرية، في ولاية فرجينيا، وهناك التقت بعلي كولي خان، والد السيدة مرزية التي استضافتها لأول مرة، ومريم هاني، وبول هاني، رئيس الجمعية الوطنية الأمريكية آنذاك في فبراير 954:{{{1}}} jقبل تعيينه منسقًا للقضية. كما زارت ويلمنجتون، ديلاوير، وبالتيمور، ماريلاند، وبريسكوت، أريزونا في طريق عودتها إلى الوطن.

### المجلس المساعد للأمريكتين
وعند عودتها إلى سانتا باولا، أُبلغت بأنها أصبحت الوصيفة للمندوبة المنتخبة إلى المؤتمر الوطني بعد أن انتقلت إلى مكان آخر.:{{{1}}}
في البداية، اعتقدت أنها ستنهي الليلة الأولى من المؤتمر مبكرًا بسبب إرهاقها من السفر، لكنها غيرت رأيها عندما علمت أن الأيدي الثلاثة المسؤولين عن أمريكا الشمالية سيتحدثون وسيتم الإعلان عن تعييناتهم التسعة لمساعديهم المساعدين الجدد. لقد صدمت عندما سمعت اسمها في المركز الرابع في قائمتهم.:{{{1}}} يبدو أنها لم تكن معروفة جيدًا في القاعة وذهبت إلى المنصة لتقديم نفسها إلى هوراس هولي.:{{{1}}} تم تقسيم الأمريكتين (الشمالية والجنوبية) إلى 9 مناطق للمجلس المساعد ولن يكون هناك راتب أو نفقات سفر ضئيلة وكان عليهم تجنب أي شعور بالظهور كرجال دين. شملت منطقتها غرب كندا والولايات المتحدة من المحيط الهادئ إلى نهر المسيسيبي بالإضافة إلى ألاسكا وهاواي.:{{{1}}} بدأت تدرس بشكل مكثف وناضلت بين التكيف مع التشجيعات والتحذيرات من الأنا في كتابات الدين.:{{{1}}} وفي النهاية تعلمت أيضًا أنه من المبالغة أن نقضي «الكثير من الوقت والقوة العاطفية في الشعور بالذنب والاتهامات الذاتية».:{{{1}}} بحلول شهر أغسطس كانت في البرنامج في مدرسة جيسيرفيل البهائية. بعد المؤتمر، بدأت جولة تطورت تدريجيًا لتصبح رحلة واسعة النطاق–غادرت شيكاغو متجهة غربًا ثم شمالًا أو جنوبًا، ثم شمالًا على طول ساحل المحيط الهادئ مع زيارات عرضية إلى المحيط الأطلسي والجنوب العميق.:{{{1}}} في الخريف تحدثت في ألبرتا كندا ومونتانا وكذلك في سبوكين، واشنطن وكانت على قناة كيه إكس إل إف-تي في وإذاعة كي بي أو دبليو في مونتانا. أشار تحديث عن رحلاتها في فبراير إلى أنها زارت بالفعل مونتانا وواشنطن وأيداهو وأوريجون وواشنطن، مع نيفادا وأريزونا ونيو مكسيكو وتكساس ويوتا وكولورادو ووايومنغ في المستقبل.
في 21 مارس 1954، كانت فلورنس مايبيري في لجنة من البهائيين في برنامج أخبار المرأة في الكنيسة، وهو برنامج إذاعي، قدمته روث إس. نورمان، في ولاية فرجينيا الغربية.

#### بقية الخمسينيات والحج

##### الرحلات
في يناير وفي فبراير ذهبت مايبيري إلى ولاية أوريغون لإلقاء محاضرة، ثم إلى كاليفورنيا. في شهر مارس بدأت في ألبوكيركي، ثم خلال عيد النوروز البهائي (يوم رأس السنة البهائية)، ألقت عدة محاضرات في جالوب، نيو مكسيكو والتي نشرت في الصحيفة المحلية ثم عادت إلى ألبوكيركي. ثم يوتا وأيداهو في أبريل.
في شهر يونيو، كان هناك إشعار بأن مايبيري كان يجتمع مع مجموعة الهنود الأمريكيين المتحدين في سبوكين، أحد الاتصالات الرسمية المبكرة بين الديانة البهائية والأمريكيين الأصليين.
كانت رحلتها الأولى إلى ألاسكا في يوليو 1955.:{{{1}}} عُقدت عدة اجتماعات في أنحاء فيربانكس في شهر يوليو. في شهر أغسطس، ساعدت في تكريس المركز البهائي الوطني في ألاسكا، وهي منطقة معترف بها من قبل البهائيين ولها مجتمعها الوطني الخاص. تناولت الصحف المحلية المختلفة الأحداث. ثم توجهت جنوبًا عبر كندا لحضور المدرسة الصيفية في مدرسة جيسيرفيل البهائية. تضمنت قائمة رحلاتها بحلول شهر مايو في صحيفة البهائية رحلات عبر جنوب كندا إلى مانيتوبا، ثم جنوبًا إلى داكوتا الشمالية ثم غربًا إلى واشنطن، ثم جنوبًا وعودة عبر الولايات الغربية من أكتوبر إلى ديسمبر. في شهري فبراير ومارس، حضرت العديد من الاجتماعات في مختلف جزر هاواي وأجريت معها مقابلة على محطة كيه إم في آي. ثم في أواخر شهر مارس كانت في ميلووكي ويسكونسن في ضاحية وايتفيش باي الشمالية، وفي مركز ميلووكي البهائي، ثم شمالاً إلى أوشكوش. بحلول منتصف شهر مايو كانت في منزل في جالفستون تلقي محاضرة. وبحلول أواخر شهر مايو، كانت تحضر المؤتمر الوطني وتقدم تقارير عما حدث. بحلول صيف عام 1956، كانت تُلقي محاضرات محلية بالقرب من الوطن بينما كانت تُطور ندوة متنقلة، وكانت تساعد في تنسيق الاجتماعات العاجلة في سياتل ولوس أنجلوس. لكنها قامت برحلة سريعة إلى ألاسكا. قبل أن تكمل رحلتها بين الولايات الـ 48 السفلى في الشمال الغربي. قبل العودة إلى منزلها لإجراء محادثة أخيرة في هذا الموسم.

##### الحج
في زيارتها الأخيرة إلى بيلينغز، مونتانا، تحداها أحد البهائيين المحليين بالتخطيط للذهاب إلى الحج البهائي على الرغم من حدودها الاقتصادية.:{{{1}}} وعُرض عليها الحج في خريف عام 1956 ولكن تم تأجيله بسبب أزمة السويس. ومع ذلك، عندما انتهى الأمر، تم تنبيهها أثناء زيارتها لياكيما، واشنطن، من خلال مكالمة من زوجها تفيد بأنه عُرض عليها الذهاب في أبريل 1957.:{{{1}}} وفي أثناء ذلك ألقت محاضرة في يوجين، أوريغون.
التقت بعائلة من البهائيين الفرس أثناء الرحلة من روما إلى تل أبيب.:{{{1}}} وقد استقبلها عند الباب جيسي ريفيل، أمين صندوق المجلس البهائي الدولي آنذاك، وإيزوبيل صبري، رائدة من أفريقيا كانت في رحلة حج آنذاك، لكنها فاتتها أحداث اليوم الأول من رضوان.:{{{1}}} أخذت إيزوبيل ملاحظات أثناء الحج وذكرت مايبيري عدة مرات. ومن سيرتها الذاتية يبدو أنها علقت على عدم وجود قدر كبير من الاستقبال للدين في أمريكا، وسألت عن دور أعضاء مجلس الإدارة المساعد، وسألت عن ممارسات تعليم الأطفال. وفي صباح اليوم التالي، وجدت أن زملاءها الحجاج الآخرين هم أليس دادلي وسالي ساينور. قاموا بزيارة الأرشيفات التي كانت موجودة في ذلك الوقت في ثلاث غرف من مرقد الباب.:{{{1}}} هناك رأت صورة جواز سفر بهاءالله، دون أن تعلم أنها كانت موجودة من قبل.:{{{1}}} ثم ذهبت إلى ضريح عبد البهاء المجاور. علق شوقي أفندي قائلاً إنه وفقًا لتقريرها، فإن المجتمع البهائي في ألاسكا كان يحرز تقدمًا جيدًا.
استضافت روحية خانم غداء ذلك اليوم، ثم دُعيت السيدات إلى مقر إقامة خانم وأفندي الحالي.:{{{1}}} هناك حضرت حفل شاي ثم عادت إلى بيت الحجاج الغربي، ثم تناولت المجموعة العشاء مع شوقي أفندي.:{{{1}}} ثم كانت هناك زيارات متتالية إلى السجن ومواقع الحج الأخرى، وأخيرًا مرقد حضرة بهاء الله كمجموعة.:{{{1}}} ثم قُدِّم العشاء في مكان قريب. بعد العشاء، زاروا الغرف العلوية في قصر البهجة.:{{{1}}} في اليوم التالي، زارت مرقد حضرة بهاء الله بمفردها. وعادوا إلى منطقة حيفا لقضاء اليوم التاسع من الرضوان. أُقيمت وليمة منفصلة للرجال والنساء، ثم توجه الجميع إلى مرقد الباب، وألقى حضرة شوقي أفندي بنفسه لوحة الزيارة، وتكررت العملية في مرقد عبد البهاء.:{{{1}}} بعد يومين، أصبحت فلورنس البهائية الغربية الوحيدة المتبقية. تذكرت أن شوقي أفندي أشار إلى بعض النقاط المفتوحة في مخطوطة فرسان بهاء الله، أول رواد الدين في البلاد، وسلط الضوء على ثبات ماريون جاك. تذكرت أنه في إحدى الأمسيات، اقترح شوقي أفندي على عائلتها «التشتت والتبشير»،:{{{1}}} وبدا أن المشاورة في العائلة لاحقًا اقترحت أن تكون الأم ميرتل رائدة.
وسرعان ما قادت بعض الندوات في الولايات المتحدة في مونتانا ووايومنغ في سبتمبر مع مستويات مختلفة من التغطية على المحطات بما في ذلك كي جي في أو. ألقى محاضرة وقام بالتدريس في مدرسة جيسرفيل في أكتوبر وقبل الاجتماع في جنوب كاليفورنيا في نوفمبر. وبناءً على طلب الوصي، قامت الأيدي بتطوير لوحات لإعلان الدين بالإضافة إلى حمايته من الانقسام–واستمرت فلورنسا في تعزيز وتشجيع إشراك الجمهور وتحفيز أعضائه على المشاركة في القضايا. في شهر ديسمبر كانت حاضرة في مؤتمر بهائي في لاس فيغاس.

##### الشتاء في ألاسكا
وصفت مايبيري رحلتها إلى ألاسكا عام 1958 بأنها «الأكثر دراماتيكية» من بين رحلاتها في سيرتها الذاتية.:{{{1}}} بدأت الرحلة في منتصف الشتاء معتدلة ولكن عاصفة ثلجية أعاقت الطائرة المائية التي كانت تحلق باتجاه جونو ولم تصل إلا إلى بيترسبورغ وستفقد ظهورها التلفزيوني المقرر.:{{{1}}} وبدلاً من ذلك، بدأت محادثة مع مدير الفندق الذي لاحظ أنها كانت مديرة سابقة لغرفة التجارة، فرتب لها أن تعرض الشرائح المأخوذة من رحلتها في اجتماع الغرفة التجارية المحلية في تلك الليلة.:{{{1}}} أدى هذا الاجتماع إلى اجتماع في أحد منازل الأعضاء الذين دعوا أيضًا الأصدقاء. وأعلنت إحداهن أنها ستبدأ تدريس مادة الدين – شارلوت شوارتز. في اليوم التالي، طار مايبيري على متن طائرة جونو، ثم على متن طائرة سيتكا. ومن هناك ذهبت إلى فيربانكس.:{{{1}}} ثم إلى بارو، ألاسكا حيث كانت درجة الحرارة التي أبلغت عنها دافئة بشكل غير عادي 39 °F تحت الصفر.:{{{1}}} هناك، عقدت هي والبهائيان المحليان اجتماعات، بما في ذلك اجتماع ضم أكثر من 300 شخص على الرغم من اعتراضات القس المسيحي المحلي:{{{1}}} كانت القرية تتمتع بحضور مشيخي طويل الأمد. واقتصرت اللقاءات على أمهات أطفال المدارس. وفي اليوم التالي كان هناك عرض في المسرح المحلي.:{{{1}}} ومن هناك سافرت جواً إلى مدينة نوم لحضور عرض تقديمي، ورد الإنويت الجميل برقصة على شرفها. ثم توجهت إلى جزر ألوشيان ثم إلى جزيرة كودياك.:{{{1}}} ثم عادت إلى الولايات الثماني والأربعين السفلى، بما في ذلك ولاية أيداهو لفترة وجيزة.

##### الصيف في الجنوب والغرب
بدأت ذلك الصيف بالقرب من منزلها ثم كانت في ضواحي دالاس لأول مرة. ثم انتقلت إلى لويزيانا بما في ذلك المقابلات على كيه دبليو كيه إتش و كيه إس إل إيه-تي في. ومن هناك وصلت إلى مدرسة جرين آكر البهائية في أكتوبر. باتلبورو، نيو هامبشاير في أكتوبر وكلية كين للمعلمين في نوفمبر تكساس. كانت الرحلات هناك مختلفة حتى ربيع عام 1959.
في ذلك الربيع، تم انتخابها لعضوية الجمعية الوطنية بينما استمرت في الخدمة كعضو في مجلس مساعد مع هوراس هولي، الذي كان أيضًا أحد أنصار القضي.:{{{1}}} تبع ذلك رحلة لمدة أربعة أشهر برفقة ابنها الذي كان يبلغ من العمر 13 عامًا، ثم تولت ميرتل مهمة «» الرائدة في مدينة في سويسرا في سن السبعين.:{{{1}}} ألقت محاضرة في تكساس وحدثين توأمين في فينيكس وألباكركي قبل المغادرة. أثناء غيابها، تم تشغيل تسجيل صوتي لمحاضرة لها محليًا في سانتا كروز. وعند عودتها ألقت محاضرات محلية في كاليفورنيا.

##### إلى المكسيك
رحلة قصيرة إلى ألاسكا في فبراير 1960، وعادت إلى كاليفورنيا. اقترح ويليام سيرز، صاحب مبادرة «يد القضية»، أن يكون من المفيد تعيين عضو مجلس إدارة مساعد يعيش في المكسيك أو أمريكا الوسطى، وقررت عائلة مايبيري اختيار جوادالاخارا، المكسيك.:{{{1}}} تبع الفترة القصيرة التي قضاها في مدرسة جيسيرفيل البهائية رحلات إلى دول أمريكا اللاتينية. لقد تم تفويتها في مناقشة قضايا العرق التي عقدها البهائيون في ويلميت، إلينوي. قامت برحلات لزيارة الجمعيات الوطنية بحلول ديسمبر 1960. وبعد عودتها إلى مدينة مكسيكو للتشاور مع ويليام سيرز، شرعت في رحلة عبر مدينتين في الإكوادور وكولومبيا وفنزويلا في عام 1961. في ذلك العام، كان من المقرر أن يحصل كل منهما على جمعية وطنية خاصة به (كانت حاضرة في المؤتمر الوطني الكولومبي).:{{{1}}} وعند عودتها من الرحلة اكتشفت أنها انتُخبت لعضوية الجمعية الوطنية المكسيكية.:{{{1}}} التقت بعائلة برينجل في جزر سان بلاس ‏، وتحديدًا في أوستوبو، وعوملت كممثلة رسمية للدين من قبل رئيس الجزيرة، أو كاسيك.:{{{1}}} وفي خريف عام 1961، قام برحلة إلى غواتيمالا.:{{{1}}}
تمكنت من القيام برحلة إلى تكساس في فبراير 1962، وتوقف واحد في كاليفورنيا في مارس.

##### الانتقال والرحلات
في أوائل عام 1963 سافرت أيضًا إلى نيكاراجوا حيث التقت بهوبر دنبار في بلوفيلدز،:{{{1}}} تليها بليز، وهندوراس.:{{{1}}} ثم حضرت المؤتمر الدولي الأول لانتخاب أول بيت عدل عالمي كأحد أعضاء الجمعية الوطنية من المكسيك،:{{{1}}} (المندوبون الذين يصوتون لصالح بيت العدل الأعظم هم أعضاء الجمعيات الوطنية)، ثم انضموا إلى المؤتمر البهائي العالمي الأول في لندن.:{{{1}}} ثم كانت في تكساس في يوليو وألاسكا في أغسطس. زارت عائلة كولستوي:{{{1}}} – جون كولستوي هو كاتب العديد من الكتب المتعلقة بالدين.
عادت عائلة مايبيري إلى سانتا باولا خلال صيف عام 1963.:{{{1}}} ربما كان أحد دوافع عودتها هو نمو عائلة ابنها. بعد ثلاث سنوات، أصبحت جدة لثلاثة أبناء.
صدر أول كتاب لمايبيري، وهو كتاب للأطفال بعنوان «كلاب الداشوند في جزيرة ماما»، في أواخر عام 1963. تم الإعلان عنه باعتباره كتابًا من إصدارات دار نشر دبلداي للقراء الشباب وتم التوصية به في مجلة مراجعة السبت. تدور أحداث الكتاب في سيتكا، ألاسكا.
في أواخر عام 1963 تذكرت أنها سمعت عن اغتيال الرئيس كينيدي أثناء وجودها في إحدى القرى في يوكاتان.:{{{1}}}:{{{1}}}
ألقت محاضرة بمناسبة يوم الدين العالمي في شيكاغو في منتصف يناير 1964، وبعد يومين فقط في أتلانتا، جورجيا، وبعد حوالي أسبوعين كانت في ممفيس، تينيسي، وفي تكساس في نهاية فبراير لحضور أيام ها، وهو وقت احتفالي للبهائيين. وكان لدى مايبيري شخصيًا ما تحتفل به–ففي شهر فبراير، نُشرت أول قصة من حوالي 32 قصة بالإضافة إلى إعادة طبعها في مجلة إليري كوينز ميستري ‏، وهي الآن أطول مجلة روايات غامضة، مع «الفيلم السينمائي في عقل السيدة ليستر» (في عدد فبراير 1964). واستمرت في النشر في المجلة حتى تسعينيات القرن العشرين. في عامي 1965/1966، كانت أول قصة لها تُنشر في مختارات هي «الفيلم السينمائي في عقل السيدة ليستر» في الذكرى السنوية العشرين لمجلة إليري كوين: 20 قصة من مجلة إليري كوين الغامضة. لقد حققت شهرة كبيرة باعتبارها واحدة من كاتبات روايات الغموض القليلة في إليري كوين. وفي الفترة ما بين ذلك، ألقت محاضرة في مدرسة جرين إيكر البهائية في أوائل أبريل 1964، ثم في باتلبورو، نيو هامبشاير. هناك انقطاع في رحلاتها حتى ولاية يوتا في نوفمبر.
عادت للاحتفال بيوم الدين العالمي في يناير 1965 ثم في فبراير كانت في سياتل. ثم كانت في أبلتون ويسكونسن في أبريل، وأوشكوش القريبة. في شهر مايو كانت أول من حضر المؤتمر الوطني الأمريكي. في شهر يونيو كانت في بيكرسفيلد بكاليفورنيا، تبع ذلك حلقة نقاشية في برنامج إذاعي على قناة إيه بي سي مع يد القضية ويليام سيرز وآخرين. ثم كانت في مدرسة ديفيدسون البهائية (التي أعيدت تسميتها لاحقًا إلى مدرسة لوهيلين البهائية) في ميشيغان طوال بقية شهر يونيو. قبل شهر أكتوبر، حضرت الدورة الثانية من المدرسة الصيفية في جنوب كاليفورنيا تلتها حملة في المنطقة، وفي سياتل في سبتمبر. كانت في توستين كاليفورنيا في أكتوبر. تم تضمين قصيدة مايبيري، النشيد العالمي، في مجموعة شبابية نشرتها مؤسسة النشر البهائية الأمريكية. في شهر ديسمبر عادت إلى مدرسة ديفيدسون البهائية.
في أوائل يناير 1966، بدأت رحلتها في ولاية أيداهو. ثم حضرت أسبوعًا كاملًا من الفعاليات التي نظمتها الجمعية الوطنية بمناسبة يوم الدين العالمي، واختتمت مايبيري السلسلة مساء الأحد. قبل شهر مارس، كانت في سياتل. ولكن في شهر مارس، تدهورت صحة والدتها ميرتل، ودخلت المستشفى وتوفيت في غضون أيام قليلة،:{{{1}}} في 25 مارس 1966. في أبريل، ألقت مايبيري محاضرة في فريسنو، وفي شهر مايو، ألقت محاضرة في يوتا، ومونتانا. وفي أواخر شهر مايو، كانت في نيوجيرسي في اجتماع دعت إليه منظمة «أيدي القضية».
ألقى سبتمبر 1966 محاضرة في مركز لوس أنجلوس البهائي وتم نشر نبذة عنه في صحيفة فريسنو بي. في الملف الشخصي، ذُكرت في «فهرس القصص القصيرة المتميزة، أفضل القصص القصيرة الأمريكية»، ونُقل عنها أنها لكي تكتب، «يجب أن تكون قاسيًا للغاية في عزل نفسك عن الآخرين ومنح نفسك وقتًا وخصوصية». لكنها لم تكن هناك لإنجازاتها الكتابية – فقد كانت في فريسنو لحضور «أسبوع البهائيين»، وهو جهد منسق لتقديم الدين للجمهور.
في مارس 1967، تم تصويرها في حلقة نقاش بين الأديان في جنوب كاليفورنيا. بواسطة ريدفان، كانت في المؤتمر الوطني الأمريكي. في الاحتفال بالذكرى السنوية لبيت العبادة في سبتمبر 1967، قدمت مايبيري أيدي القضية وفي ديسمبر في اجتماع آخر في سان فرانسيسكو.

### مستشار
بدأ عام ١٩٦٨ على نحوٍ مشابه للعام الماضي. في فبراير، كانت في مونتانا، واستُخدم تسجيلٌ لها في إلينوي في مارس، وسبوكان، واشنطن في أبريل. وفي أبريل، كانت في سياتل. وبينما كانت تعمل في مدرسةٍ موسمية، ربما في جييرسفيل، تلقت مكالمةً هاتفيةً تُخبرها بتعيينها مستشارةً قاريةً لأمريكا الشمالية–وصلت البرقية إلى عنوان منزلها واتصل بها زوجها بهذا الشأن.:{{{1}}} وعُيّن معها إيدنا ترو، ابنة كورين نايت ترو، وهي مناصرة القضية، ولويد جاردنر.
أُدرجت كعنوان اتصال لأي شخص يرغب في التواصل المباشر مع مستشاري أمريكا الشمالية. من ديسمبر 1968 إلى مارس 1969، ساعدت في سلسلة من المؤتمرات–مونتريال، أوشاوا، كندا، ثم أتلانتا، فيلادلفيا، لوس أنجلوس، سانت لويس (فينيكس)، ساسكاتون، فانكوفر. حضرت المؤتمر الوطني الأمريكي. في يونيو حضرت مؤتمرًا في هاليفاكس وفي يوليو ألقت محاضرة في مدرسة جييرسفيل البهائية، وفي أغسطس التقت بالبهائيين الأمريكيين الأصليين وآخرين في ولاية واشنطن. كما تم تذكرها لاحقًا في ألاسكا عام 1969.
في عام 1970، ألقت محاضرة بالقرب من منزلها في سانتا باولا، ثم في مدرسة جييرسفيل في سبتمبر. أما في عام 1970، فقد كانت في ألاسكا.
خلال سلسلة المؤتمرات المحيطية والقارية في عامي 1970 و1971، تم تكليفها بمهمة في سابورو باليابان (التي عقدت في أوائل سبتمبر) واكتشفت أن الرحلة حول العالم كانت أكثر تكلفة بقليل.:{{{1}}} تعلمت كيفية قول تحية مكونة من سطرين باللغة اليابانية. أثناء وجودها في اليابان زارت كيوتو.:{{{1}}} ثم توجهت إلى هونج كونج وسنغافورة (200) وماليزيا (في سبتمبر 1971) والهند (200-1) وإيران (حيث تمكنت من زيارة بيت الباب) (202) وقامت بزيارتها الثالثة حيث قامت بالحج لمدة ثلاثة أيام.:{{{1}}} ثم إلى المملكة المتحدة (حيث زارت القبر، وهو مزار للبهائيين، للوصي):{{{1}}}
عادت وألقت محاضرة في لوس أنجلوس بحلول يناير 1971.[نشر ذاتي؟] تبع ذلك محاضرة في تكساس في نوفمبر، ثم مرة أخرى في منطقتها الأصلية. بعد وقت قصير من زلزال سان فرناندو عام 1971، كان ويليام سيرز هو عامل الجذب الرئيسي لمؤتمر في لوس أنجلوس ظهر فيه فلورنسا. كانت في المؤتمر الوطني في ألاسكا في عام 1971. في شهري يوليو وأغسطس حضرت مؤتمرًا في سانتا آنا.
في مارس 1972، عقد مستشارو أمريكا الشمالية مؤتمرين توأمين في الولايات المتحدة–رينو، نيفادا وفورت واين، إنديانا. استضافت فلورنسا حدث رينو بمساعدة أعضاء مجلس الإدارة المساعدين مارغريت غالاغر، وفيلما شيريل، وأنتوني ليز، وبول بيتيت توفيت غالاغر في عام 2001. تم تعيين شيريل كمستشارة في عام 1973. خدم ليز حتى عام 1986 وتوفي في عام 2006. توفي بول بيتيت في عام 2010. في أبريل حضرت المؤتمر الوطني الأمريكي ووصلت إلى المؤتمر الألاسكي. في أكتوبر ألقت محاضرة في مونتانا ثم في ميرتل بيتش بولاية ساوث كارولينا ثم في حفل تدشين معهد لويس جريجوري.
في يناير 1973 كانت متحدثة في يوم الدين العالمي في سان فرانسيسكو، وفي مارس كانت تقدم محاضرات في منطقتها. وفي شهر مايو حضرت المؤتمر الوطني الأمريكي ثم ذهبت إلى المؤتمر العالمي لانتخاب بيت العدل الأعظم ولاحظت وجود 1017 مندوبًا. (206) وبعد عودتها زارت سويسرا، ثم كندا. وعند عودتها إلى المنزل تلقت اتصالاً يخبرها بتعيينها مستشارة لمركز التدريس الدولي:{{{1}}} (أعلن في 5 يونيو) زارت هناك بعد بضعة أيام وأتمت انتقالها للعيش في حيفا في الوقت الذي بدأت فيه حرب يوم الغفران، (6 أكتوبر 1973).:{{{1}}} بعد توقف قصير في ألاسكا.
في أغسطس 1974 حضرت اجتماعات في كينيا، وفيما كان يُسمى آنذاك روديسيا. وفي أكتوبر 1976 كانت في ألمانيا لحضور مؤتمر بهائي. ونُشرت مقالة سيرة ذاتية عنها ككاتبة في نوفمبر. وفي يناير 1977 كانت في أستراليا. وفي أكتوبر كانت في مؤتمر أوروبي. وفي ديسمبر كانت في سنغافورة. وفي يناير 1977 كانت في تايلاند.
من عام 1971 إلى عام 1974 نشرت قصصًا أصلية أكثر من أي وقت مضى (بمعدل 3 قصص في العام) وتم إدراجها في مختارات مرة واحدة (انظر القائمة أدناه).
وفي فبراير 1977، انعقد مؤتمر في ميريدا لبحث نشر الدين في المكسيك، وحضره أكثر من 2000 بهائي. كان ثلث المشاركين من المؤمنين الأصليين من مختلف أنحاء أمريكا الوسطى، وكان 150 منهم من شعب المايا. وقد سُمح لأفراد عائلات الهنود غير البهائيين بحضور الاجتماع بشكل كامل. وكان حاضرا ثلاثة من أيادي القضية–بول هاني، ورحمة الله مهاجر، وإينوك أولينغا، بالإضافة إلى المستشارة فلورنس مايبيري. قام ديفيد برحلة إلى يوتا. أجرت معها صحيفة البهائي نيوز مقابلة حول المؤسسة في عام 1979.
وفقًا لسيرتها الذاتية، في عام 1982، بسبب «صحتها غير المستقرة»،:{{{1}}} في سن 77، طلبت هي وديفيد ترك الخدمة الفعلية كمستشارة وتقاعدت رسميًا في عام 1983. وانهار داود مرتين في العام أو العامين التاليين.:{{{1}}}

## التقاعد
في البداية عاشوا في ولاية أيداهو ولكن سرعان ما انتقلوا إلى منطقة كونواي بولاية ميسوري.(214) ألقت محاضرة في سبوكين في شهر نوفمبر من ذلك العام.
في عام ١٩٨٤، قامت برحلتها الثامنة عشرة إلى ألاسكا في الربيع.(146) شملت رحلاتها المختلفة المحيط المتجمد الشمالي وبحر بيرنغ مرورًا بوسط ألاسكا وجزر ألوشيان وكودياك. كما التقت بشعوب الهنود والإنويت، وتعرفت على مواقفهم المختلفة، سواءً من حيث جذور ثقافاتهم ودينهم، أو من حيث صراعهم مع حيرة «أساليب الرجل الأبيض». حظيت زيارتها إلى سيتكا في أبريل بتغطية صحفية. وفي ديسمبر، حضرت مؤتمرًا بهائيًا في هاواي.
عُرفت كواحدة من «الكاتبات المتميزات الأقل شهرة» من كتاب إليري كوين، 1984. من عام 1983 إلى عام 1987، ظهرت معظم نسخ إعادة طبع قصصها التي كتبتها في السبعينيات بشكل فردي أو جُمعت في مختارات (في عامي 1984 و1986، نُشرت أعمالها في مختارات ثلاث مرات لكل منهما، انظر قائمة المراجع أدناه). 1986 في مختارات في كتاب صوتي بِيعَ في أستراليا. 1989.
في عامي 1992 و1993 كتبت قطعًا جديدة مرة أخرى والتي تم تجميعها في مختارات منذ ذلك الحين (انظر قائمة المراجع أدناه). مختارات عام 1991 رسائل القرمزية: حكايات الزنا من مجلة إليري كوين الغامضة. 1994 مرتين لنفس القصة. 1995 و 1996 لنفس القصة.
- ذات مرة جريمة الجزء الثاني: قصص من مجلة إليري كوين الغامضة (رقم 2) متوسط التقييم 4.5 • 2 تقييم من GoodReads9780312143862: ذات مرة جريمة الجزء الثاني: قصص من مجلة إليري كوين الغامضة (رقم 2) الناشر: St Martins Pr،(ردمك 9780312143862)

سبقها في الوفاة زوجها ديفيد، الذي توفي في فبراير 1994.
في عام 1995 نشرت سيرتها الذاتية، المغامرة الكبرى بعد العمل عليها لمدة 5 سنوات ووقعت على كتابها محليًا، وكان لها نبذة مختصرة في صحيفة لوس أنجلوس تايمز.

## الوفاة
توفيت فلورنسا في 8 أبريل 1998. وقد أرسل بيت العدل الأعظم برقيات إلى الجمعيات الوطنية بوفاتها ثم طلب من المجتمعات الأمريكية، في الشمال والجنوب، إقامة احتفالات تذكارية في ذكراها بشكل عام، وخاصة في دور العبادة البهائية في ويلاميت إلينوي ومدينة بنما، (لم يكن البيت الجديد في سانتياجو بتشيلي موجودًا بعد). وهي مدفونة في مقبرة مارشفيلد، مارشفيلد، ميسوري.

### الإرث
ورغم أنها نشرت مختارات عدة مرات في تسعينيات القرن العشرين قبل وفاتها، إلا أن جمعها وإعادة طبعها في أعمال مختلفة استمر حتى عام 2012. في عام 2004 تم تجميع عملها «عندما لا يهم شيء» في أفضل خمسين لغزًا. في عام 2005، تم جمع قصتيها «جو المبتسم والتوأم» و«شرف السيدة سامي» وطباعتهما في كتاب جريمة قتل في الماضي: دليل انتقائي لروايات الغموض التاريخية. في عام 2012، تم جمع قصتها «السر» وطباعتها في كتاب «المنبوذون والملائكة: مختارات جديدة من الشخصيات الصماء في الأدب».
كما أنشأ البهائيون مدرسة بهائية موسمية تحت رعاية الجمعية الروحية الوطنية الأمريكية والتي سميت باسمها. أدى كيفن لوك عرضًا هناك في عام 2011.

## ببليوغرافيا
كتبت قصصًا جديدة لمجلة إليري كوين ميستري سنويًا من عام 1968 إلى عام 1979، وتم طباعتها سنويًا من عام 1968 إلى عام 1987. كانت هناك ثلاث قمم للنشاط–في عامي 1971 و1974 نشرت قصصًا أصلية أكثر من أي وقت مضى (بمعدل 3 قصص في السنة) وتم تجميعها في مختارات مرة واحدة، وفي عامي 1983 و1987 ظهرت معظم إعادة طبع هذه القصص نفسها بشكل فردي أو تم جمعها في مختارات (في عامي 1984 و1986 تم تجميعها في مختارات ثلاث مرات لكل منهما). في عامي 1992 و1993 كتبت قطعًا جديدة مرة أخرى والتي تم تجميعها في مختارات منذ ذلك الحين وظهرت مؤخرًا في عام 2012. في المجمل، تم تجميع ما يقرب من 16 من قصصها القصيرة البالغ عددها 34 قصة في مختارات حتى عام 2015، مع تجميع ثلاث منها في مختارات سبع مرات–أرملة العشب والسر و جو المبتسم والتوأم–وتم نشر 8 منها أكثر من مرة.
1. The Red Ball by F. V. Mayberry, Frontier and Midland magazine, Jan-Feb 1939[231]
2. (poem) Adam's Black Boy by Florence V. Mayberry, Common Ground, Autumn 1945, pp. 22–23
3. Kiko by Florence V. Mayberry, The Pacific Spectator, 1952, pp. 364–78[32] (listed among best short stories of 1953)[33]
4. (children's novel) Florence V. Mayberry (1964). The dachshunds of Mama Island. Doubleday. مؤرشف من الأصل في 2023-08-22.
5. Motion Picture in Mrs. Leister's Mind by Florence V. Mayberry, Ellery Queen's Mystery Magazine, February 1964, pp. 58–66 (anthologized 1965)[118]
6. Out of the Dream Stumbling by Florence V. Mayberry, Ellery Queen's Mystery Magazine, May 1964, pp. 46–56
7. A Lily in Chrissy's Hand by Florence V. Mayberry, Ellery Queen's Mystery Magazine, July 1965, pp. 57–65
8. Bitter Vetch by Florence V. Mayberry, Ellery Queen's Mystery Magazine, March 1968, pp. 79–88
9. Lost Soaring Dream by Florence V. Mayberry, Ellery Queen's Mystery Magazine, March 1969, pp. 128–133
10. Not Lost Any More by Florence V. Mayberry, Ellery Queen's Mystery Magazine, September 1969, pp. 99–105
11. Doll Baby by Florence V. Mayberry, Ellery Queen's Mystery Magazine, December 1970, pp. 30–46
12. The Beauty in That House by Florence V. Mayberry, Ellery Queen's Mystery Magazine, May 1971, pp. 53–65 (anthologized 1989)[218]
13. The Lady of the Afghans by Florence V. Mayberry, Ellery Queen's Mystery Magazine, August 1971, pp. 131–145
14. To Find a Millionaire by Florence V. Mayberry, Ellery Queen's Mystery Magazine, December 1971, pp. 18–33
15. Screen Test by Florence V. Mayberry, Ellery Queen's Mystery Magazine, February 1972, pp. 6–19
16. The Thing on the Beach by Florence V. Mayberry, Ellery Queen's Mystery Magazine, July 1972, pp. 32–49
17. So Lonely, So Lost, So Frightened by Florence V. Mayberry, Ellery Queen's Mystery Magazine, August 1972, pp. 133–146 (anthologized 1974)[232]
18. Hong Kong or Wherever by Florence V. Mayberry, Ellery Queen's Mystery Magazine, December 1972, pp. 42–56
19. Monkey-Face by Florence V. Mayberry, Ellery Queen's Mystery Magazine, June 1973, pp. 119–133
20. Woman Trouble by Florence V. Mayberry, Ellery Queen's Mystery Magazine, October 1973, pp. 127–141 (anthologized 1986)[217]
21. In the Secret Hollow by Florence V. Mayberry, Ellery Queen's Mystery Magazine, December 1973, pp. 107–118
22. A Goodbye Sound by Florence V. Mayberry, Ellery Queen's Mystery Magazine, May 1974, pp. 121–132 (anthologized 1984,[233] and 1993[234])
23. Good Night, Sweet by Florence V. Mayberry, Ellery Queen's Mystery Magazine, July 1975, pp. 117–127 (anthologized 1980)[235]
24. Doll Baby by Florence V. Mayberry, Ellery Queen's Mystery Magazine, March 1976, pp. 190–207 (repeated from Dec 1970)
25. Till the Day I Die by Florence V. Mayberry, Ellery Queen's Mystery Magazine, May 1976, pp. 53–68
26. Hong Kong or Wherever by Florence V. Mayberry, Ellery Queen's Mystery Magazine, March 1977, pp. 259–273 (repeated from Dec 1972)
27. The Grass Widow by Florence V. Mayberry, Ellery Queen's Mystery Magazine, August 1977, pp. 39–54 (anthologized 1979[236] and 1992[237])
28. Woman Trouble by Florence V. Mayberry, Ellery Queen's Mystery Magazine, March 1978, pp. 252–266 (repeated from Oct 1973, anthologized 1986)[217]
29. No Tomorrows by Florence V. Mayberry, Ellery Queen's Mystery Magazine, June 1978, pp. 117–124
30. A Goodbye Sound by Florence V. Mayberry, Ellery Queen's Mystery Magazine, September 1978, pp. 169–180 (repeated from May 1974, anthologized 1984)[233]
31. When Nothing Matters by Florence V. Mayberry, Ellery Queen's Mystery Magazine, December 1979, pp. 69–78 (anthologized 2004)[225]
32. The Girl Downstairs by Florence V. Mayberry, Ellery Queen's Mystery Magazine, January 28, 1981, pp. 59–69
33. Lady in the Black Cape by Florence V. Mayberry, Ellery Queen's Mystery Magazine, May 1982, pp. 59–73
34. Where Are the Birds? by Florence V. Mayberry, Ellery Queen's Mystery Magazine, August 1982, pp. 112–125
35. The Hallucination by Florence V. Mayberry, Ellery Queen's Mystery Magazine, January 1983, pp. 21–29
36. A Goodbye Sound by Florence V. Mayberry, Ellery Queen's Mystery Magazine, Summer 1983, pp. 26–37 (repeated from May 1974, anthologized 1984)[233]
37. Woman Trouble by Florence V. Mayberry, Ellery Queen's Mystery Magazine, Fall 1983, pp. 62–75 (repeated from Oct 1973, anthologized 1986)[217]
38. No Tomorrows by Florence V. Mayberry, Ellery Queen's Mystery Magazine, Fall 1984, pp. 210–216 (repeated from June 1978)
39. Widow? by Florence V. Mayberry, Ellery Queen's Mystery Magazine, June 1985, pp. 90–105
40. The Beauty in That House by Florence V. Mayberry, Ellery Queen's Mystery Magazine, Summer 1987, pp. 92–103 (repeated from May 1971, anthologized 1989)[218]
41. Miz Sammy's Honor by Florence V. Mayberry, Ellery Queen's Mystery Magazine, June 1992, pp. 42–58 (anthologized 2005)[226]
42. The Stranger by Florence V. Mayberry, Ellery Queen's Mystery Magazine, November 1992, pp. 110–123
43. The Secret by Florence V. Mayberry, Ellery Queen's Mystery Magazine, December 1992, pp. 108–123 (anthologized 1995, 1996, and 2012[221])
44. Smiling Joe and the Twins by Florence V. Mayberry, Ellery Queen's Mystery Magazine, September 1993, pp. 30–55 (anthologized 1994[220] and 2005[226])
45. (auto-biography) Florence Mayberry (1 يناير 1994). The Great Adventure. Nine Pines Publishing. ISBN:978-1-895456-08-0. مؤرشف من الأصل في 2023-08-22.

## للقراءة الإضافية
Florence Mayberry (1 يناير 1994). The Great Adventure. Nine Pines Publishing. ISBN:978-1-895456-08-0. مؤرشف من الأصل في 2023-08-22.